# Berta Betanzos
Berta Betanzos Moro (Santander, Cantabria, 15 de enero de 1988) es una exregatista española. Su especialidad hasta 2013 fue la clase 470, en la que compartía embarcación con su compañera Tara Pacheco. Posteriormente formó parte del Equipo Olímpico Español de Vela en la clase 49er FX junto a Támara Echegoyen.
Ha obtenido entre otros títulos la medalla de oro en el Campeonato Mundial de Vela de 2011 celebrado en la ciudad australiana de Perth. La medalla de plata en el Campeonato Mundial de 470 de 2009, y varias medallas en el Campeonato Mundial Junior. En 2011 también se adjudicó el Campeonato Abierto Europeo de Clases Olímpicas de Vela de 2011. Participó en los Juegos Olímpicos de Londres 2012 en la clase 470, pero solo pudo ser décima en la clasificación final.
En 2016 ganó, con Támara Echegoyen, el Campeonato Mundial de 49erFX. Anteriormente había disputado en tres ocasiones el Campeonato del Mundo Junior en la clase 470, siendo campeona en la edición de 2009 en Grecia, y subcampeona en 2007 en Bulgaria y 2008 en Polonia. También disputó los Juegos Olímpicos de Río 2016 obteniendo un cuarto puesto.

## Trayectoria

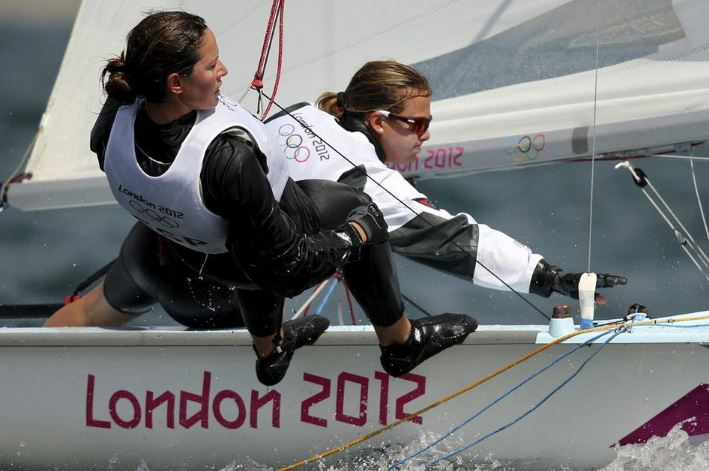
Equipo español en los Juegos Olímpicos de Londres 2012.

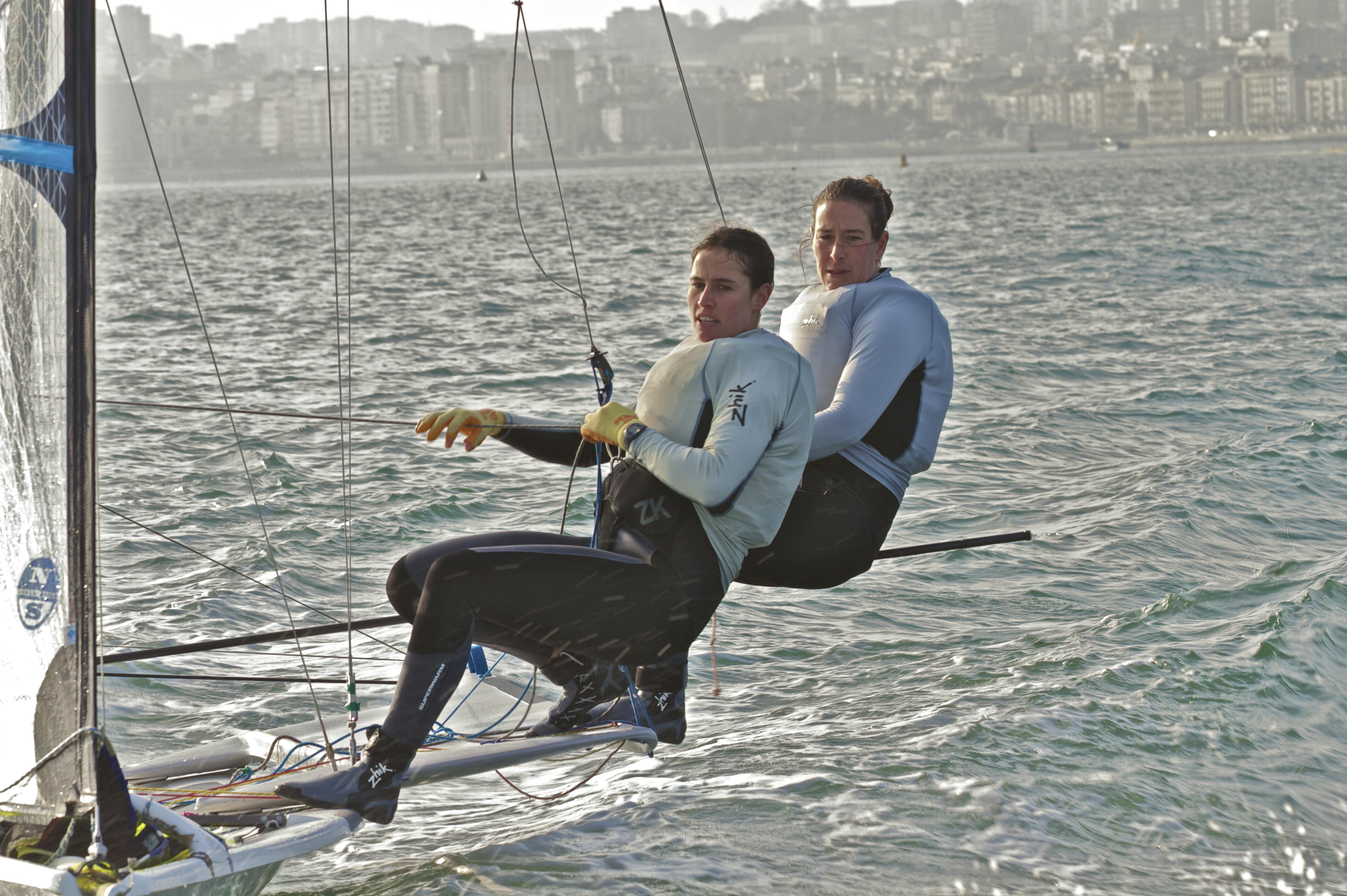
Equipo español de 49erFX, Berta Betanzos y Támara Echegoyen.

### Comienzos
Comenzó a practicar la vela con 12 años, pero tres años más tarde lo intentó compaginar con jugar al hockey hierba con la Real Sociedad de Tenis de La Magdalena. A los 17 años volvió a la vela a tiempo completo, tras una llamada de Jan Abascal, y ganó sus primeras regatas en categoría juvenil. Fue segunda en el Campeonato del Mundo Junior de 470 celebrado en Puerto Bourgas, Bulgaria, en 2007. Al año siguiente volvió a repetir puesto en el mismo Campeonato celebrado en Gdynia, Polonia, y por fin en 2009 se adjudicó la medalla de oro en dicho Campeonato celebrado en Tesalónica, Grecia.

### 470
En 2008 también disputó el Campeonato del Mundo absoluto de 470 disputado en Melbourne, Australia, siendo la 31.ª clasificada. También en ese año disputó el Campeonato Europeo en Riva del Garda, Italia, siendo la 12.ª. Para terminar el año se adjudicó la Skandia Sail For Gold Regatta en el Reino Unido. Al año siguiente se celebró el Mundial en Rungsted, Copenhague, Dinamarca, y también lo disputó, siendo en esta ocasión segunda clasificada. Otra vez participó en los Europeos, en esta ocasión en el Lago Traunsee, Austria, y terminaron siendo segundas. Ya en diciembre de 2009 ganó la Christmas Race de Palamós. A comienzos de 2010 fueron galardonadas con el premio Infanta de España SAR Doña Cristina, que distingue al deportista que por los resultados obtenidos durante el año haya supuesto la revelación más significativa. Ese año participaron nuevamente en el Campeonato del Mundo de La Haya, siendo décima. Al final del año revalidó su victoria del año anterior en la Regata de Palamós.
Ya en 2011, junto a Tara Pacheco (patrona) ganó el oro en el Campeonato Mundial de vela en la categoría 470 celebrado en Perth (Australia). También en 2011 ganaron el Campeonato de Europa de vela olímpica celebrado en Helsinki. Ganó junto a su compañera Tara, el premio Reina Sofía a las mejores deportistas de 2011, galardones convocados por el Consejo Superior de Deportes. En abril también habían ganado la Semana Olímpica Francesa. Por su temporada en 2011 fueron nominadas como mejores deportistas del año en la 64.ª edición de la Gran Gala de Mundo Deportivo. Gracias a los resultados de Tara y Berta el equipo preolímpico español de vela ascendió cinco puestos en el ranking de la ISAF. Además se situaron líderes mundiales en su clase tras haber ganado en 2011 el Mundial y el Europeo.
En mayo de 2012 intentó junto a su compañera Tara revalidar su título Mundial en Barcelona. Participaron 98 equipos masculinos y 54 femeninos, para intentar conseguir una plaza olímpica, aunque las españolas ya la tenían. Finalmente finalizaron decimoséptimas clasificadas con 130 puntos, mientras que las ganadoras, las británicas Hanna Mills y Saskia Clark tuvieron 65 puntos. También disputó junto a Tara los Juegos Olímpicos de Londres 2012. Comenzaron su participación con dos decimoquintos puestos, que las dejaron decimoséptimas en la clasificación general provisional. Terminada la fase previa tenían opciones de conseguir diploma olímpico, porque entraron en la Medal Race como décimas clasificadas, sin embargo ya no podían acceder a las medallas. Tampoco pudieron ganar un diploma olímpico, a pesar de haber sido cuartas en la Medal Race. Su posición final fue la décima, mientras que las ganadoras fueron las neozelandesas Jo Aleh y Olivia Powrie que superaron a las campeonas del mundo que fueron segundas. También ganó en 2012 el premio de Orujera Mayor 2012 en la Fiesta del Orujo de Potes.

### 49erFX

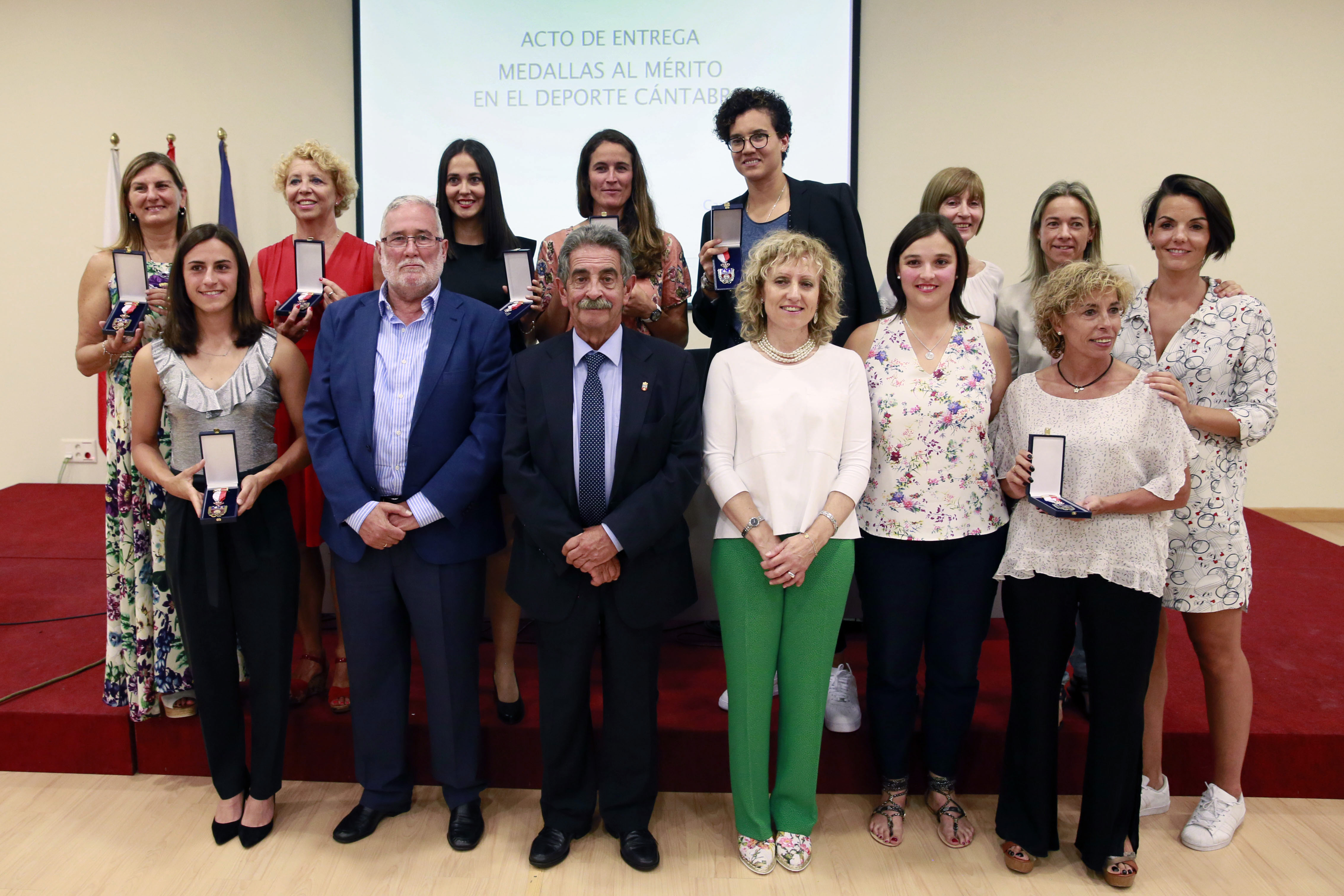
Berta (4.ª en la segunda fila) en el acto de entrega de la Medalla de Oro al Mérito Deportivo, otorgada por el Gobierno de Cantabria en 2017

A comienzos de 2013 anunció un cambio a la modalidad de 49erFX de cara a los próximos Juegos Olímpicos, junto a Támara Echegoyen, campeona olímpica de la clase Match race. En abril de 2014 fueron sextas en el Princesa Sofía de Palma, prueba de la Copa del Mundo, y poco después fueron séptimas en Hyéres (Francia). En junio de ese año, sin embargo, obtuvieron su primera victoria juntas en la Kieler Woche, celebrada en la localidad alemana de Kiel. Al año siguiente fueron segundas en la semana olímpica de Trentino, Italia, y poco después terceras en la cuarta prueba de la ISAF Sailing World Cup en Weymouth. A finales de año se proclamaron subcampeonas de la III Copa Brasil, celebrada en aguas de Praia Sao Francisco (Brasil).
En febrero de 2016 Berta y Támara viajaron hasta Clearwater, en Estados Unidos para disputar el Campeonato Mundial de 49er, en el cual obtuvieron la medalla de oro. Llegaron a la última regata, que tenía valor doble, como líderes y con nueve puntos de ventaja sobre las brasileñas Martina Grael y Kahena Krunche, lo cual las garantizaba una medalla. En esta regata fueron séptimas y consiguieron aventajar en 13 puntos a las danesas Maike Foght y Anne-Julie Schütt, y en uno más a las alemanas Victoria Jurczok y Anika Lorenz. Dos meses más tarde quedaron en tercer lugar en el Campeonato Europeo de 49erFX de 2016 celebrado en Barcelona. Disputaron los Juegos Olímpicos de Río 2016, liderando la clasificación durante varias pruebas, aunque finalmente solo pudieron ser cuartas.
En 2017 participaron nuevamente en el Campeonato Mundial de 49er celebrado en Portugal. Hubo problemas durante varios días por problemas de viento, pero finalmente terminaron la competición en séptimo lugar por detrás del equipo danés formado por Jena Mai Hansen y Katja Salskov-Iversen. Poco antes habían disputado el Reto de las Campeonas Movistar en Santander. Este reto suponía un enfrentamiento entre cuatro regatistas campeonas del mundo, Gisela Pulido en kitesurf, Marina Alabau en windsurf, y Berta y Tamara en 49er FX. Finalmente la prueba quedó en empate a 12 puntos tras dos primeros puestos, dos segundos y dos terceros de cada una de las participantes.

### Participaciones en Juegos Olímpicos
| Edición                          | Sede        | Resultado |
| -------------------------------- | ----------- | --------- |
| Juegos Olímpicos de Londres 2012 | Reino Unido | Décima    |
| Juegos Olímpicos de Río 2016     | Brasil      | Cuarta    |

### Participaciones en Campeonatos del Mundo
| Edición                                  | Sede         | Resultado   |
| ---------------------------------------- | ------------ | ----------- |
| Campeonato Mundial Junior de 470 de 2007 | Bulgaria     | Subcampeona |
| Campeonato Mundial de 470 de 2008        | Australia    | 31.ª        |
| Campeonato Mundial Junior de 470 de 2008 | Polonia      | Subcampeona |
| Campeonato Mundial Junior de 470 de 2009 | Grecia       | Campeona    |
| Campeonato Mundial de 470 de 2009        | Dinamarca    | Subcampeona |
| Campeonato Mundial de 470 de 2010        | Países Bajos | 10.ª        |
| Campeonato Mundial de 470 de 2011        | Australia    | Campeona    |
| Campeonato Mundial de 470 de 2012        | Barcelona    | 17.ª        |
| Campeonato Mundial de 49erFX de 2016     | Clearwater   | Campeona    |

### Participaciones en Campeonatos de Europa
| Campeonatos                                                    | Sede      | Resultado    |
| -------------------------------------------------------------- | --------- | ------------ |
| Campeonato Europeo de Vela (clase 470) de 2008                 | Italia    | 12.ª         |
| Campeonato Europeo de Vela (clase 470) de 2009                 | Austria   | Subcampeona  |
| Campeonato Abierto Europeo de Clases Olímpicas de Vela de 2011 | Helsinki  | Campeona     |
| Campeonato Europeo de 49erFX de 2016                           | Barcelona | Tercer lugar |

## Palmarés

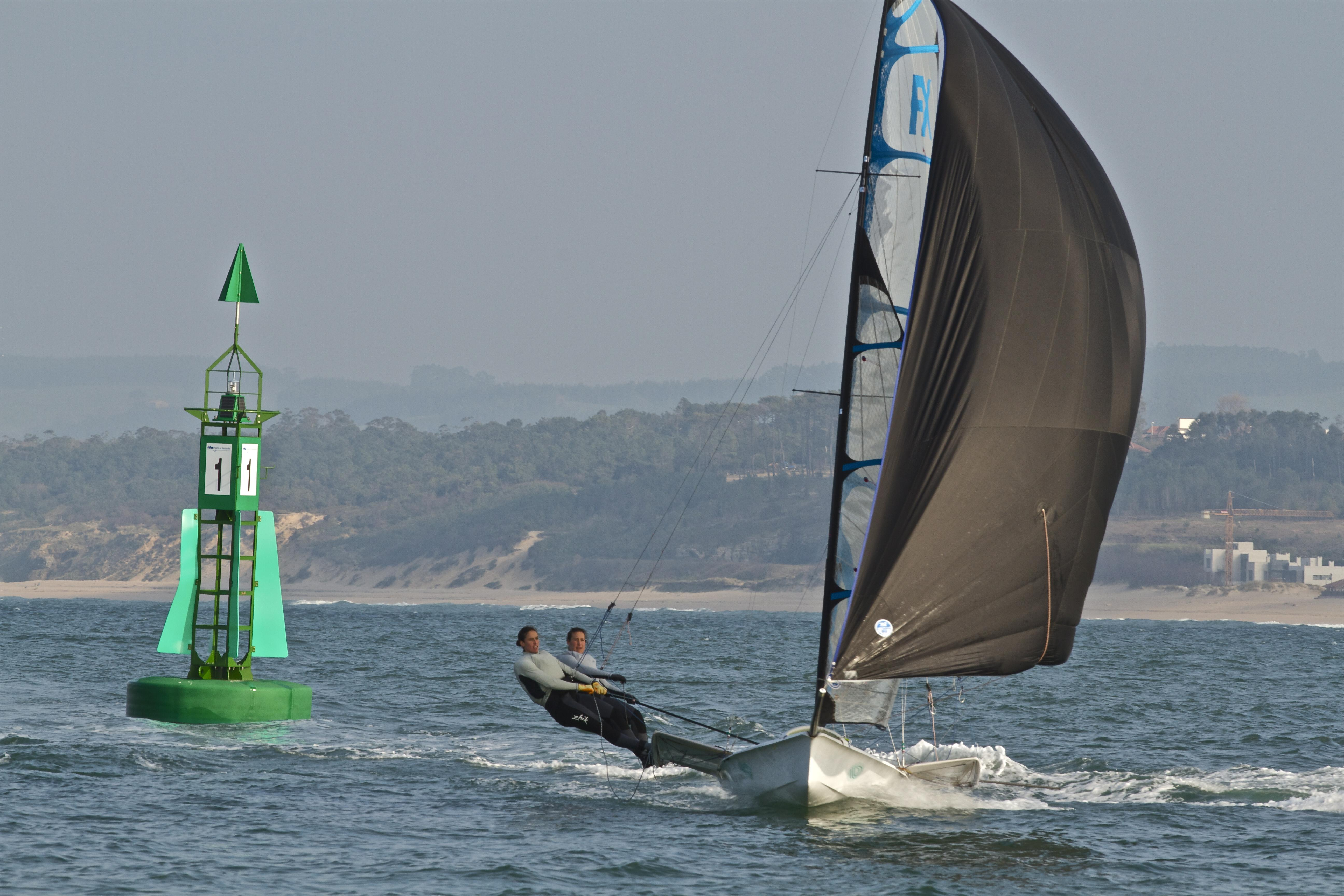
Equipo español de 49erFX, Berta Betanzos y Támara Echegoyen.

| Título                                                         | País           | Año  |
| -------------------------------------------------------------- | -------------- | ---- |
| Campeonato Mundial Junior de 470                               | Bulgaria       | 2007 |
| Campeonato Mundial Junior de 470                               | Polonia        | 2008 |
| Skandia Sail For Gold Regatta                                  | Reino Unido    | 2008 |
| Campeonato Mundial Junior de 470                               | Grecia         | 2009 |
| Campeonato Mundial de 470                                      | Dinamarca      | 2009 |
| Campeonato Europeo de Vela (clase 470)                         | Austria        | 2009 |
| Christmas Race de Palamós                                      | España         | 2009 |
| Christmas Race de Palamós                                      | España         | 2010 |
| Semana Olímpica Francesa                                       | Francia        | 2011 |
| Campeonato Mundial de 470                                      | Australia      | 2011 |
| Campeonato Abierto Europeo de Clases Olímpicas de Vela de 2011 | Helsinki       | 2011 |
| Campeonato Mundial de 49erFX                                   | Estados Unidos | 2016 |